# Juan Vicente Mas Quiles
Juan Vicente Mas Quiles (Liria, 25 de enero de 1921 - 25 de octubre de 2021) fue un compositor y director de bandas de música y orquestas de la Comunidad Valenciana, España.

## Biografía
Bajo la dirección de José Llopis, inició sus estudios musicales en la escuela de la Banda Primitiva de Liria, de donde con once años se convirtió en primera flauta. Continuó su formación en Valencia, en el Conservatorio estudiando armonía (con el maestro Sosa), piano (con Consuelo Lapiedra), contrapunto y fuga, composición, instrumentación y orquestación. En 1940 completó las especialidades de flauta y dirección orquestal. Una vez pasado el servicio militar, entró en 1942 como músico en la División de Infantería número 1 de Valencia. En 1946 ganó las oposiciones para incorporarse al cuerpo de directores de música del Ejército, y en enero del año siguiente fue destinado a Sevilla para dirigir la banda del Regimiento Soria número 9, hasta agosto de 1955, en que fue trasladado a la Comunidad Valenciana, donde dirigió varias bandas militares. De 1965 en adelante compaginó las tareas militares con la dirección de la Orquesta Sinfónica de Valencia, hasta la disolución de esta en 1982, y la dirección de orquestas de espectáculos líricos (generalmente, zarzuelas). También ha sido director invitado en orquestas y bandas, tanto valencianas, como de Argentina, Estados Unidos, Francia, Bélgica y Países Bajos.
Como compositor, Mas Quiles tiene obras para banda (pasodobles, marchas de procesión de Semana Santa), himnos, música coral y tres obras infantiles. También ha hecho instrumentaciones y transcripciones para banda de obras de Bach, Beethoven, Músorgski y López-Chavarri, la suite española, Torre Bermeja y Triana de Albéniz, la obertura La gruta del Fingal de Mendelssohn, la suite Dolly de Fauré , las Kinderszenen de Robert Schumann y la suite Carmina Burana. Tanto los arreglos de la suite española como el de Carmina Burana están en el repertorio de muchas bandas en toda Europa.
Recibió el premio "Ejército" en 1973 por sus contribuciones a la entidad. La Banda Primitiva de Líria le nombró director honorario en 1956.
Su legado fue donado en 2024 por sus herederos al Instituto Valenciano de Cultura.

## Obras
- Danza de los oficios, para quinteto de viento
- Fanfare for Three Herald Trumpets (2000)
- Himno a la Purísima (2005)
- Himno de la División de Infantería Motorizada Maestrazgo número 3
- Inés de Portugal, zarzuela
- Marcha de los paracaidistas
- Scherzo en Re menor, para orquesta
- Sonatina (2003), para piano
- Triunfa la pau (1950), marcha con trompetas y tambores

### Para banda
- División número 3 (1986), marcha militar
- Entrada en Jerusalén (1949), marcha fúnebre
- Esperanza Macarena (1948), marcha fúnebre
- Hacia el horizonte (1962), marcha
- Himno de la Banda Primitiva, con letra de J. Fernández Funes
- Marcha de los gladiadores (1962)
- Música per a banda (2000), en dos movimientos[1]
- Nuestra Señora de las Nieves (1950), marcha de procesión.
- Recuerdo: Himno a los caídos
- Sones de triunfo (1963), marcha
- Virgen de la Piedad (1955), marcha fúnebre
- Virgen del Olvido, marcha de procesión

- Pasodobles: Al redoble del tambor (1955), Clarinera Major, De oro y plata, Dos sonrisas, Fiestas en Dax, Laurona, Olé mi morena (1963), Vicente Gerardo

### Para coro
- Plegaria a Santa Cecilia (1998), para coro y orquesta, con letra de Roberto Martín Montañés.

## Archivos de sonido
Entrada en Jerusalén, interpretado por la Banda Municipal de Sevilla

 Esperanza Macarena, interpretación de la Banda de Santa Cecilia de Sorbas

 Himno de la Banda Primitiva en MIDI

 Virgen de la Piedad interpretado por la Banda El Carmen de Salteras